# موتور هم‌راستا

شکل موتور ۴ سیلندر خطی

موتور خطی، گونه‌ای موتور درون‌سوز است که معمولاً در پیکربندی‌های چهار و شش سیلندر به کار می‌رود و در آن تمام سیلندرها در یک خط قرار گرفته‌اند و اختلافی با هم ندارند. این نوع موتورها در خودروها، هواپیماها و لوکوموتیوها مورد استفاده قرار گرفته‌اند.